# SsangYong Rexton
Le SsangYong Rexton est un SUV lancé en 2002 par Daewoo, puis par le constructeur automobile sud-coréen SsangYong en 2004. Son design est signé Giugiaro. Une seconde génération apparaît en 2017.

## Première génération

### Phase 1
Cette première génération est équipée d'un moteur 5 cylindres de 20 soupapes turbo diesel à rampe commune de 2,7 litres, il peut développer 165 ou 185ch. 
Ce modèle est très recherché de par sa capacité de traction à 3300kg. Optez pour la version 2005 signée Cadillac fort de ses187ch/din. 
De série il dispose de coussins gonflables de sécurité frontaux (« airbags »), d'un verrouillage à distance, de vitres et rétroviseurs dégivrant et rabattables électriquement, d'une climatisation automatique, d'une banquette arrière 40/60, d'un volant en cuir, de feux antibrouillard, d'une radio CDMP3 avec un port USB, de jantes alliage, des prises 12 V, d'un accoudoir central avec un bac ventilé, de barres de toit et d'un vitrage arrière surteinté.
La version Sport a en plus l'ESP, d'un antipatinage, d'un contrôle de descente et de roulis, d'airbags latéraux avant, des commandes de la boîte de vitesses au volant, d'une sellerie en cuir, d'un volant en cuir et carbone, de marchepieds, d'un régulateur de vitesse et d'un radar de recul.
Enfin, la version Grand Luxe possède en plus de tous ces équipements des capteurs de pluie et de luminosité, de rétroviseurs photosensibles, de sièges avant chauffant et électriques, d'une position de conduite à mémoire et d'un toit ouvrant électrique. La seule option reste la peinture métallisée.

### Phase 2
Un premier restylage a lieu en 2006. La face avant (phares, calandre, boucliers) et les feux arrière sont redessinés.

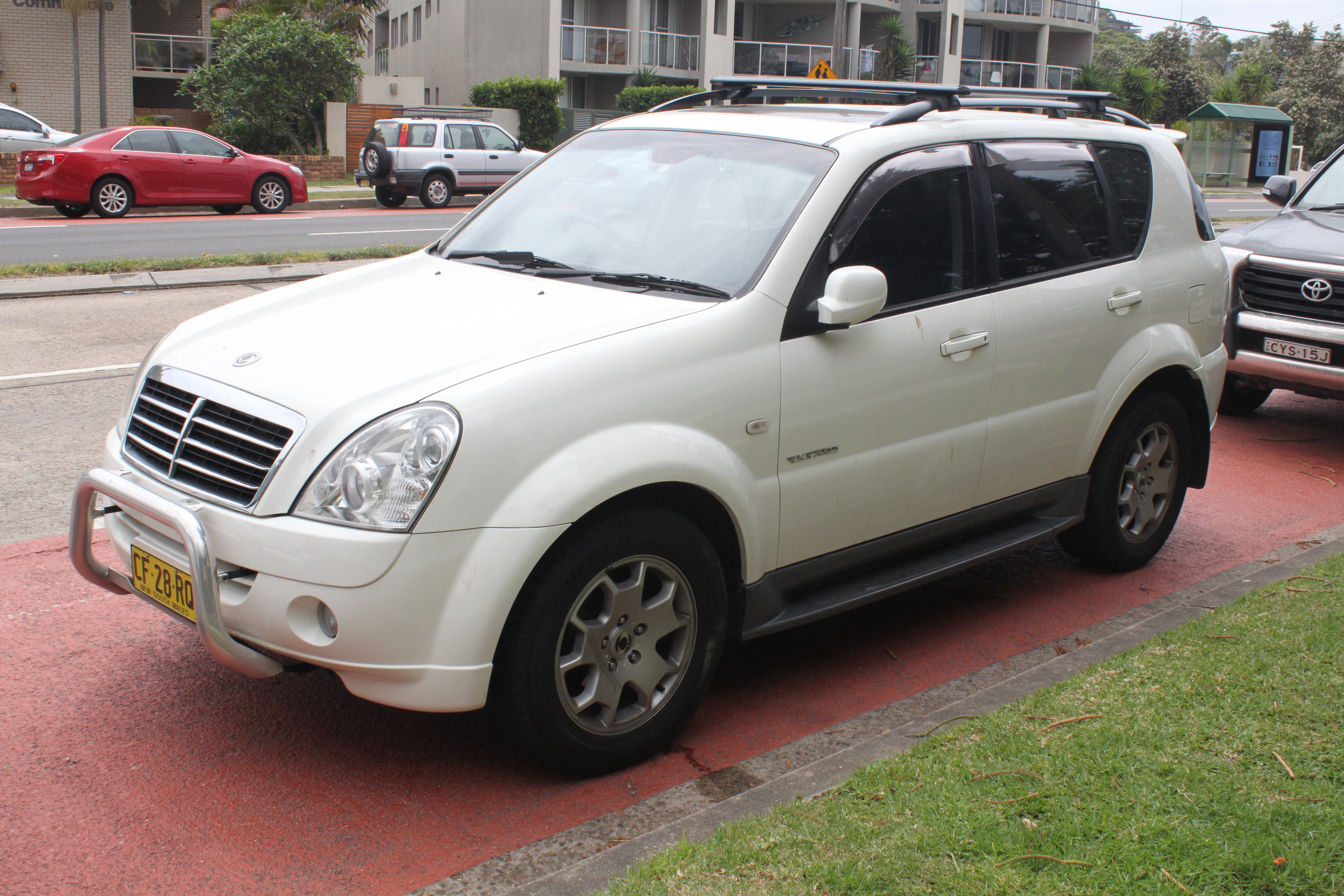
SsangYong Rexton I Phase II
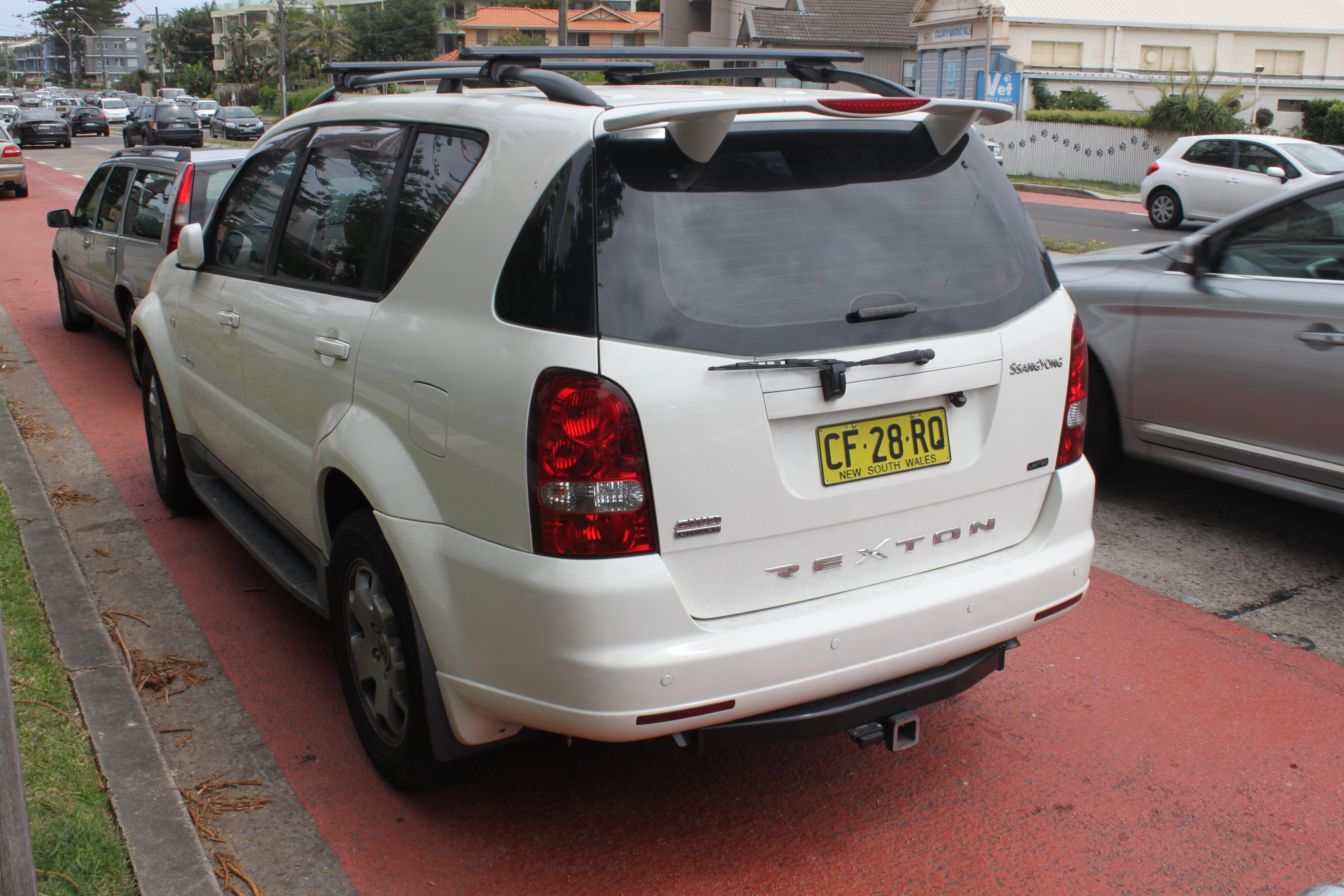
SsangYong Rexton I Phase II

### Phase 3 (Rexton W)
En 2012, le Rexton est à nouveau retouché esthétiquement mais très profondément pour fêter son dixième anniversaire. Ce qui justifie son appellation Rexton W. Les phares sont à nouveau redessinés, la calandre s'agrandit et se colle à la nouvelle signature stylistique de SsangYong, sans oublier les boucliers et les feux arrière modifiés. Il troque son 5 cylindres par un 4 cylindres en ligne à injection directe, rampe commune et turbo à géométrie variable.

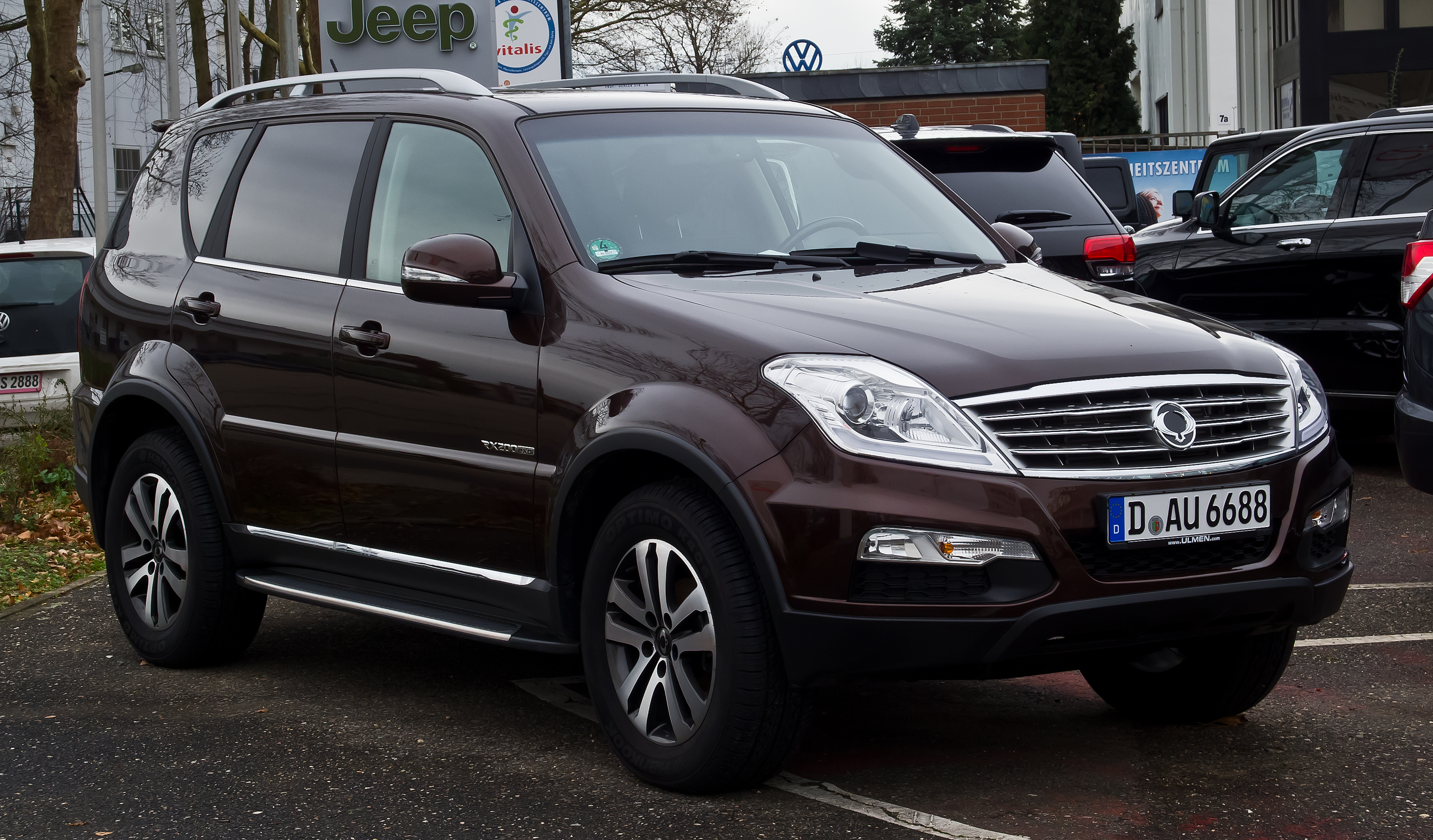
SsangYong Rexton I Phase III (Rexton W)
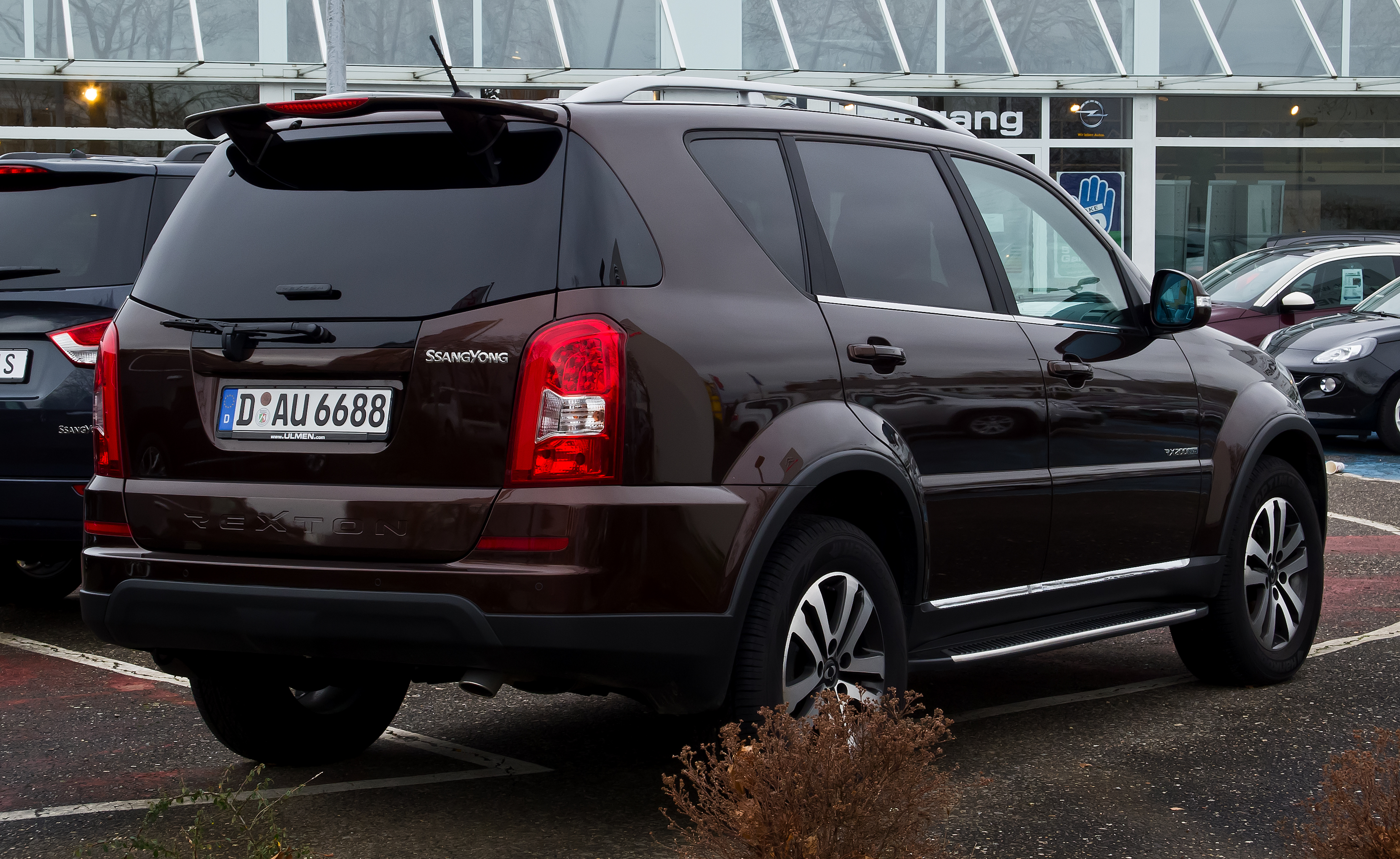
SsangYong Rexton I Phase III (Rexton W)

## Seconde génération
Le SsangYong Rexton II réalise sa première apparition européenne en septembre 2017 au Salon de l'automobile de Francfort, pour une commercialisation au troisième trimestre 2018.

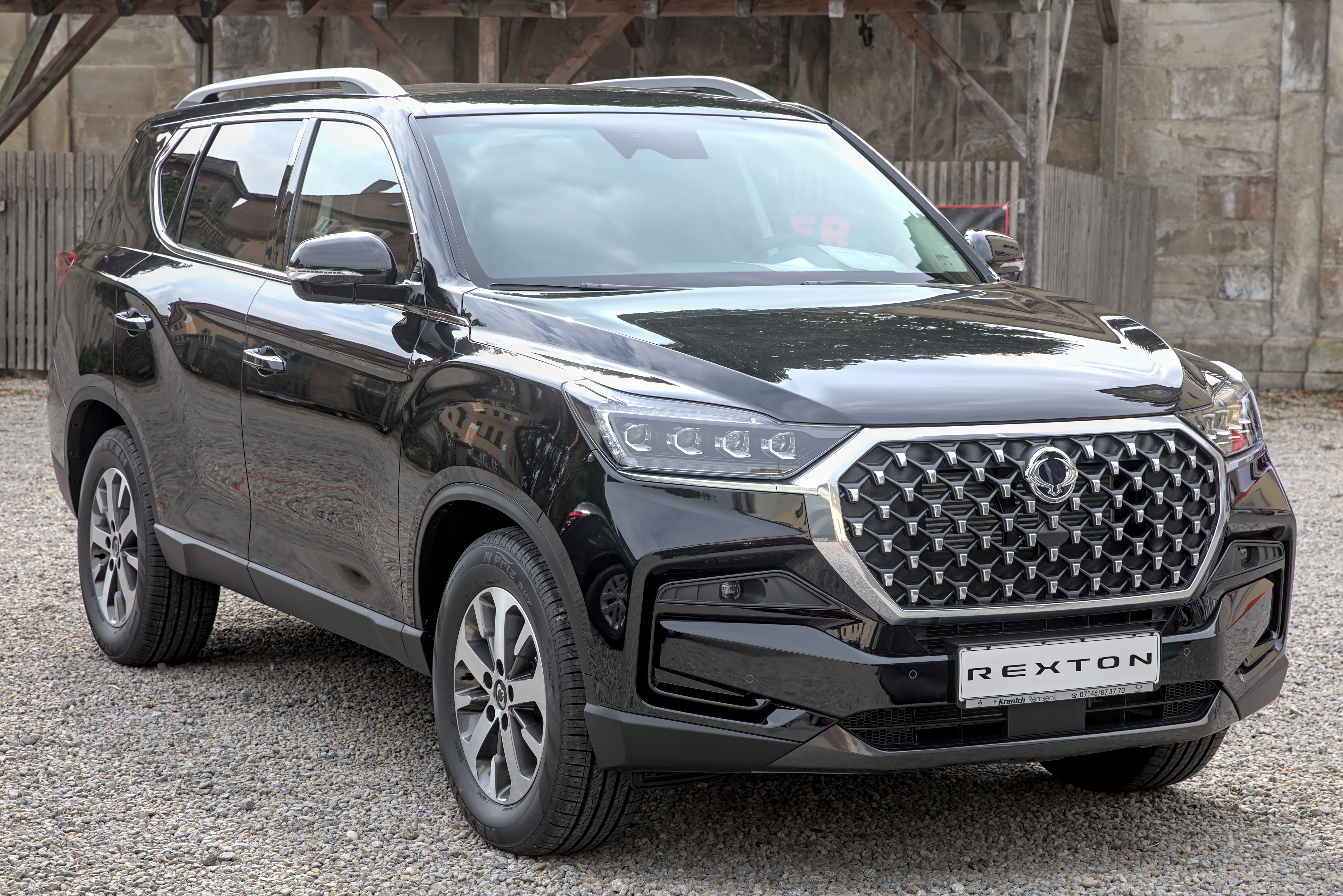
SsangYong Rexton II Phase II
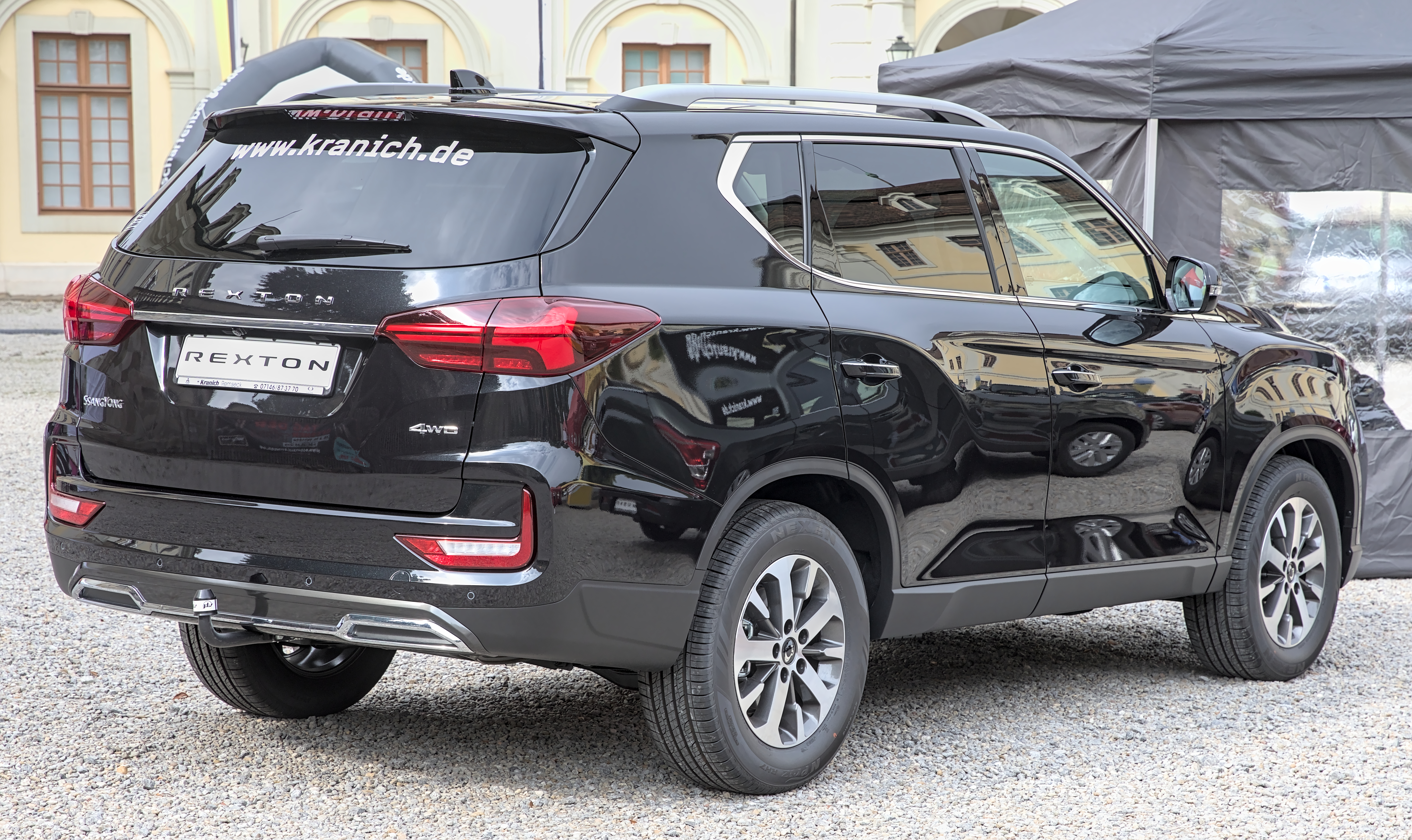
SsangYong Rexton II Phase II

### Caractéristiques techniques
Le SsangYong Rexton II mesure 4,85 m et possède 7 places. Il est équipé au choix d'une boîte manuelle à six rapports ou automatique à sept rapports d'origine Mercedes.
La console centrale reçoit un écran de 9,2 pouces compatible avec les technologies Apple CarPlay et Android Auto.

#### Motorisation
Le Rexton II reçoit une unique motorisation Diesel de 2,2 litres de cylindrée pour 181 ch et 420 N m de couple, qui lui permet d'atteindre 185 km/h.